# 石棺仏

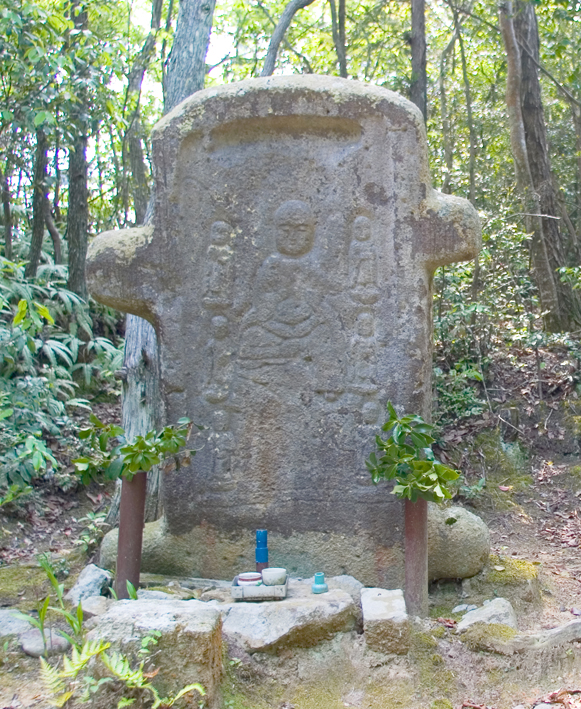
加西市 「山伏峠石棺仏」長持型石棺を用いた 4本の突き出た縄掛け突起が特徴、鎌倉時代

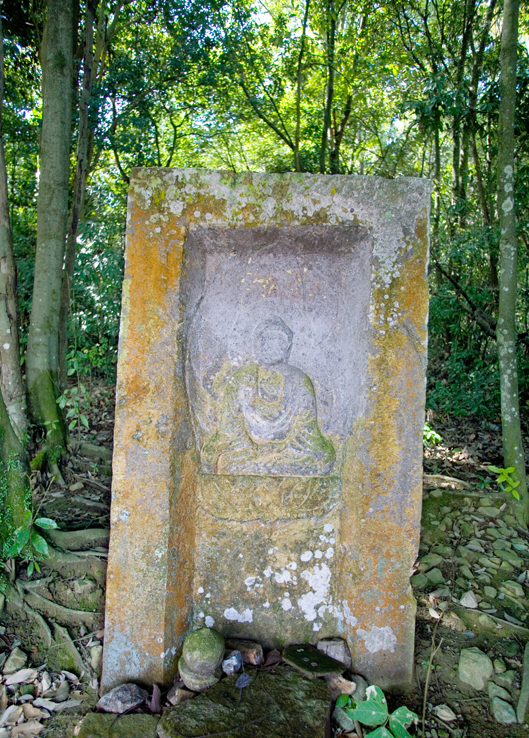
加西市 「玉野石仏」阿弥陀を彫った典型的な石棺仏。家型石棺の蓋を使用、鎌倉時代

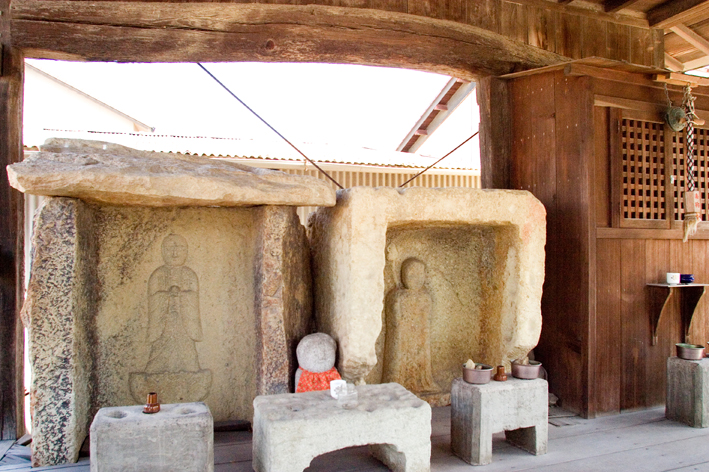
加古川市 「神吉地蔵堂の石棺仏。石棺の身の部分を使用。右は南北朝時代、左は室町時代

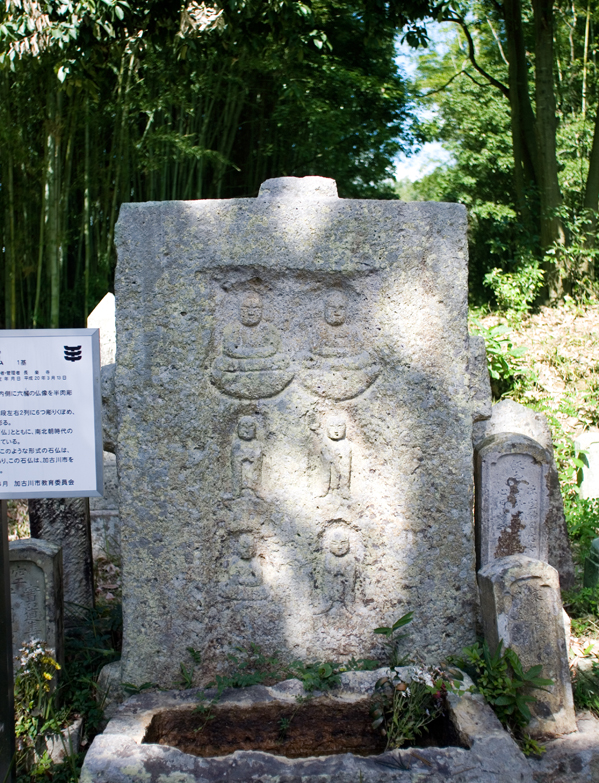
加古川市 「長楽寺の石棺仏」上2体が阿弥陀、下3体が地蔵、一番下左は逆修者か供養者、南北朝時代

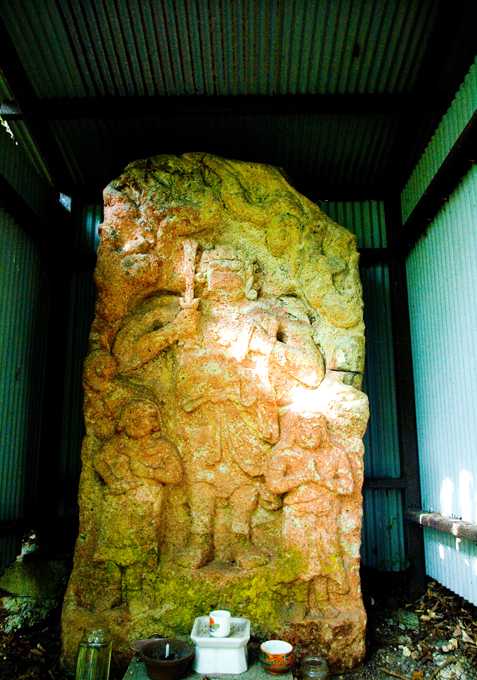
姫路市 「福円寺の不動三尊石仏」珍しい不動明王の石棺仏、室町時代

石棺仏（せっかんぶつ）とは、古墳から出土した石棺に、仏像やその仏を表す梵字を刻んだ石仏。

## 概要
石棺仏のほとんどは近畿地方に分布し、その9割以上は兵庫県播磨地方、なかでも加古川流域を中心に加西市、加古川市と、その周辺都市に集中している。
しかし藤原時代等の古いものは大阪や奈良に散見することができる。

刻まれた仏像のほとんどが阿弥陀如来と地蔵菩薩であることから、浄土宗や浄土真宗の造形であることがわかる。主に阿弥陀如来は来世を、地蔵菩薩は現世を祈念している。

播磨地方の石棺仏の多くが、鎌倉時代、室町時代のもので、播磨地方の、浄土真宗の広がりと供に、民衆が、新田開発や盗掘、自然災害等で出土した石棺を信仰の対象や墓碑としたものである。

また厳密には石棺仏とは呼ばないが、石棺の蓋などを何も彫らずに立てかけて信仰の対象にしている場合もあり、石棺仏とは、石棺材に特別な霊力を認めての造形であろうと考えられる。

これらは、日本の古墳時代と中世の、二つの息吹を同時に感じることができる、貴重な石造遺産である。

## 種類　形状
石棺仏には、長持型石棺、家型石棺、組合わせ式石棺（箱式石棺）などが使われる。各石棺の蓋や側板、底板、石を彫ってくり抜いた石棺（くり抜き石棺）の凹部分の底に仏が彫られることもある。

そのほとんどが阿弥陀や地蔵であるが、ごくまれに弥勒菩薩や大日如来、武運長久を願ってか毘沙門天や不動明王などが彫られることもある。

また主に加古川市の石棺仏に多い形式であるが、石棺材に、仏像単体ではなく、小さな仏を6体や8体など複数体彫られている場合も存在する。その中には、施主や供養者と思われる人物像が彫られることも多い。

施主が刻まれる場合は逆修といって自らの生前供養の意味があり、当時、逆修には死後供養よりも7倍の功徳があると信じられ、必ずしも施主の像が刻まれない場合も含め、逆修として造られた石棺仏は数多い。

時代別、彫刻様式の大まかな傾向としては、鎌倉時代の石棺仏は、写実的なものが多いのに対し、室町時代にかけては大胆に抽象化された石棺仏も見受けられる。

梵字のみが刻まれる石棺仏の多くは、阿弥陀如来（キリーク）が刻まれたり、さらに観世音菩薩（サ）、勢至菩薩（サク）の二文字を彫って、阿弥陀三尊を表しているものがほとんどで、石棺を利用しているが単に板碑と称されることが多い。